# أبو العنبس الصيمري
أبو العَنبَس محمد بن إسحاق بن إبراهيم بن أبي العنبس بن المغيرة بن ماهان الصيمري (213هـ/282م - 275هـ/888م) شاعر وكاتب عربي من العصر العباسي الأول.

## سيرته
ولِدَ محمد بن إسحاق بن إبراهيم في مدينة الكوفة، وكانت ولادته في شهر رمضان من عام 213هـ، وتولَّى في فترةٍ من حياته قضاء الصيمرة، فأصبح يُنسَب إلى تلك البلدة. غادر محمد بن إسحاق إلى مدينة بغداد، ثُمَّ انتقل إلى سامراء، وهناك أصبح مُقرَّباً من الخليفة المتوكِّل، وكان في البداية مُستقيماً، ولكنَّه مال بعد ذلك إلى العبث واللهو. تُوفِّي أبو العنبس الصيمري في 275هـ في بغداد، ونُقِل جثمانه إلى الكوفة ودُفِن هناك.

## شعره
شعره حسن قوي اللفظ متماسك، وتناول فيه الفكاهة والهزل.

## مؤلفاته
تُنسَب إليه المؤلفات التالية:
| - «كتاب أحكام النجوم». - «كتاب الرد على المُنجِّمين». - «كتاب الرد على ميخائيل الصيدناني في الكيمياء». - «كتاب الدولتين في تفضيل الخلافتين». - «كتاب طوال اللِّحَى». - «كتاب الثقلاء». - «كتاب كنى الدواب». - «كتاب فضل السرم على الفم». - «كتاب استغاثة الجمل على ربه». - «كتاب الحلقتين». - «كتاب صاحب الزمان». - «كتاب المدخل في صناعة التنجيم». - «كتاب الإخوان والأصدقاء». - «كتاب دعوة العامة». - «كتاب نوادر القواد». - «كتاب الثقلاء». - «كتاب تفسير الرؤيا». - «كتاب أخبار أبي فرعون كندر بن جحدر». | - «كتاب الخضخضة في جلد عميرة». - «كتاب السّحاقات والبغائين». - «كتاب تذكية العقول». - «كتاب الفاس بن الحائك». - «كتاب فضل السلّم على الدرجة». - «كتاب مساوئ العوام وأخبار السفلة والأغتام». - «كتاب عجائب البحر». - «كتاب الأحاديث الشاذة». - «كتاب هندسة العقل». - «فضائل حلق الرأس». - «كتاب الراحة ومنافع القيادة». - «كتاب العاشق والمعشوق». - «كتاب تأخير المعرفة». - «كتاب الطبلبنب». - «عنقاء مغرب». - «كتاب الراحة ومنافع القيادة». - «كتاب كرزابلا». - «كتاب الرد على المتطببين». |